# Holger Schildt
Holger Schildt, född 28 mars 1889 i Helsingfors, död 13 juli 1964 i Stockholm, var en finländsk bokförläggare.

## Biografi
Holger Schildt var son till Osma Alfred Schildt och Aina Maria Söderström, samt brorson till Hjalmar Schildt, kusin till Runar Schildt och far till Henrik och Jurgen Schildt.
Schildt grundade 1913 i Borgå en förlagsaffär, som 1917 flyttades till Helsingfors, då firman med sig införlivade landets äldsta förlagsaffär, Gustaf Wilhelm Edlunds; 1918 inköptes AB Lilius & Hertzbergs förlag. År 1919 ombildades firman till aktiebolag, Holger Schildts Förlags AB, vars verkställande direktör Schildt blev. Firman var till en början framgångsrik och utgav de flesta finlandssvenska författare från Johan Ludvig Runeberg och Zacharias Topelius intill samtiden. Genom samverkan med förläggare i Sverige arbetade firman med framgång för bekantgörande av finländsk skönlitteratur där. Den förlade i stor utsträckning även översättningslitteratur.
Förlaget motarbetades dock av de äldre finländska förlagen och Schildt etablerade sig därför även i Sverige. År 1928 köpte han Bohlin & Co:s förlag i Stockholm, som fick namnet Holger Schildts Förlags AB. Schildt fick dock inte någon framgång i Sverige, då han där nu uppfattades som en konkurrent och inte som tidigare, en samarbetspartner. Han avvecklade sina engagemang i Finland efter hand. År 1931 överlät han förlagsrörelsen i Helsingfors och var från 1938 verksam som självständig förläggare vid Wahlström & Widstrand i Stockholm.
Finlands svenska författareförening erhöll 1921 genom donation av Schildt och hans maka deras dåvarande hem i Borgå, vilket blev Diktarhemmet i Borgå. Makarna Schildt är begravda på Norra begravningsplatsen utanför Stockholm.